# De Eendracht (Varsseveld)
De Eendracht is een kerkgebouw van de Vrijzinnige Geloofsgemeenschap NPB in de Nederlandse plaats Varsseveld. De kerk is in 1928 gebouwd, als vervanger van de voorgaande kerk uit 1882. De wit gepleisterde kerk heeft aan de straatzijde een klein portaal met puntgevel. De gevels zijn voorzien van spitsboogvensters die steeds per twee zijn uitgevoerd. Op het dak is een kleine lantaarn aangebracht. Aan de binnenzijde heeft de kerk een spitstongewelf.
De kerk is aangewezen als gemeentelijk monument. In 2011 is de kerk grotendeels opgeknapt.